# داروين أنغيليس
داروين أنغيليس (بالإسبانية: Darwin Angeles)‏ (مواليد 22 أكتوبر 1968) هو ملاكم هندوراسي، مثّل بلاده في الألعاب الأولمبية الصيفية في دورتي 1988 و1996.

## روابط خارجية
داروين أنغيليس على موقع أوليمبيديا (الإنجليزية)